# 潘世光
潘世光神父（法語：Rev.  Maurice Poinsot, M.E.P.，1932年9月12日—2018年3年16日），聖名慕理秋，法國巴黎外方傳教會會士，台灣天主教神父。

## 簡歷與貢獻
神父潘世光出生於法國。1949年，就讀巴黎神學院；1957年，晉鐸成為天主教司鐸；1959年，奉天主教巴黎外方傳教會（Missions Etrangères de Paris, MEP）派到台灣花蓮縣擔任傳教。潘神父主要的牧靈區域大多位於花蓮縣玉里鎮、富里鄉，秀姑巒溪東側的阿美族部落，到了傳教後期，潘神父在當地奉獻與照顧的事情為當地人所感恩，因此到後期，被稱為「河東天使」。
潘世光為了融入社區，開始學習國語、台語、客家語、阿美族語等語言。神父居住的鐵份部落的族人為神父取了個阿美族名字，叫「Mamet」，意為「握緊的拳頭」，或「用力握手」。。
1967年，創立花蓮縣露德儲蓄互助社。多年以來，為了鼓勵當地的阿美族人重視母語及文化傳承，並方便讓來台宣教的法籍神父學習原住民語言，與博利亞神父（Rev. Fr. Louis Pourrias）兩人合力為没有文字的阿美族語編訂《阿美族語–法語字典》、《阿美族語聖經》、《阿美族語辭典》等工具書。
同時，他也在原住民社區成立幼稚園、保健室和部落老人日間關懷站等設施；長期服務社區及關懷弱勢，改善原住民社區的文化、教育、醫療、經濟等問題，而被原住民同胞稱為「河東天使」。
2015年，因以法文編定《阿美族語字典》（Dictionnaire Amis-Français），實踐保存阿美族語的文化，而獲得中華民國教育部頒發「105年本土語言傑出貢獻獎」。 2017年，中華民國政府認同其無私奉獻60載的苦勞，內政部移民署特頒國民身分證，獲得中華民國國籍。
2018年3月16日，罹患肝癌逝世，享壽86歲。 
同年3月24日，在其服務的東豐露德聖母堂舉行追思及告別彌撒，原住民族委員會為肯定其對台灣原住民族的貢獻，追頒「二等原住民族專業獎章」。
8月11日，原住民族委員會主委夷將·拔路兒代表總統蔡英文頒予總統褒揚令，表達政府對潘神父在台服務的58年中，為原住民族的照護與奉獻、阿美族語字典的編纂文化保留關鍵行動之貢獻與感謝。

## 外部連結
- 河東天使‧耕耘後山 一生傳承部落文化—潘世光神父 （页面存档备份，存于），新南向政策資訊平臺
- 國立自然科學博物館 特展介紹 傳教士在原住民部落的事蹟 （页面存档备份，存于）